# Relazione interpersonale
L'espressione relazione interpersonale (o relazione sociale) si riferisce al rapporto che intercorre tra due o più individui; queste relazioni si possono basare su sentimenti (come amore, simpatia e amicizia) come anche su passatempi condivisi e/o su impegni sociali e/o professionali; hanno luogo in ogni contesto umano: dai rapporti di amicizia, alla famiglia a qualsiasi forma di aggregazione umana; parlando di relazioni di coppia, ci si riferisce spesso ad un rapporto sentimentale e/o intimo tra due persone come ad esempio nella coppia di amanti, o nella coppia genitoriale o nel rapporto genitore-figlio.

## Importanza

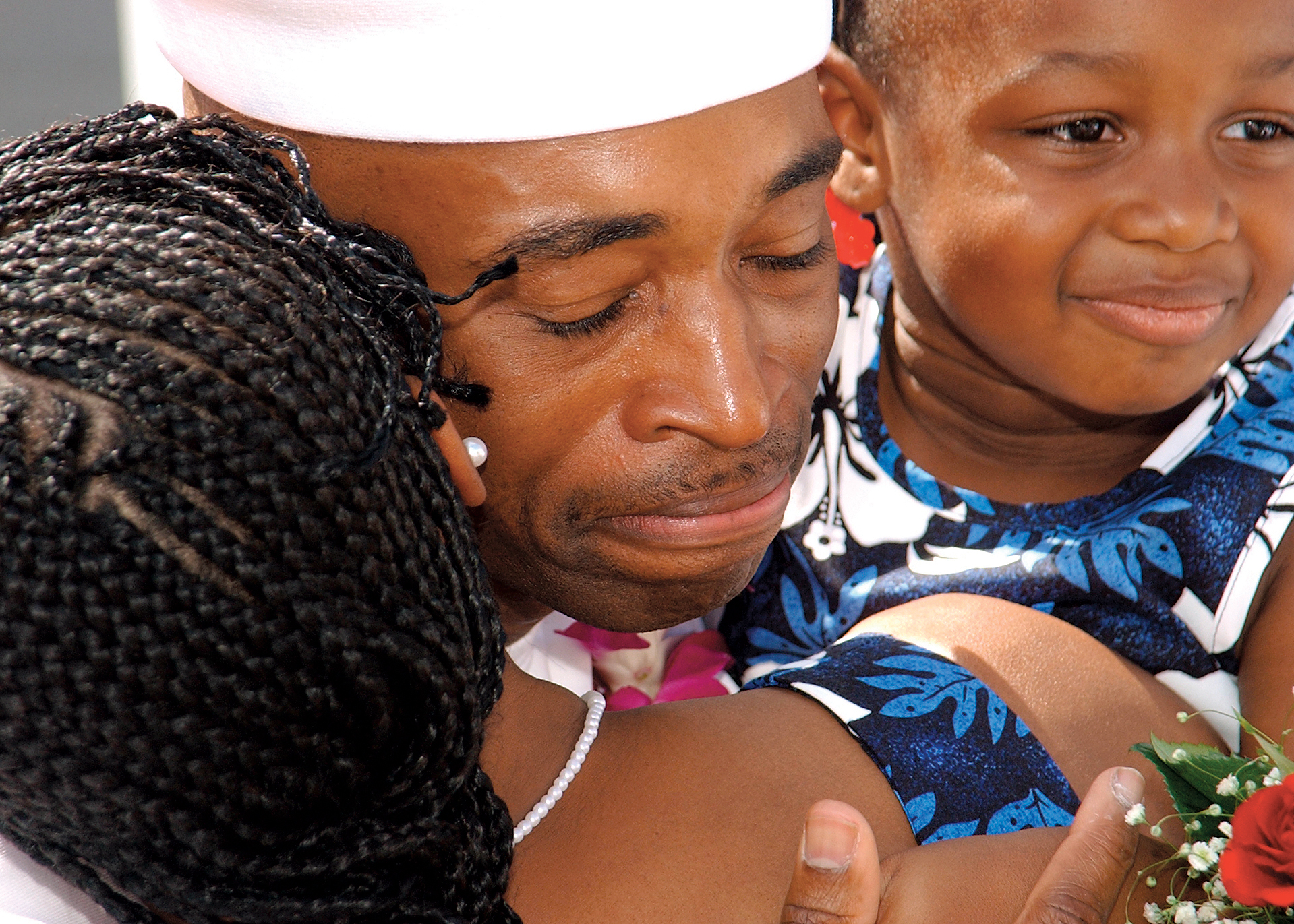
Un marinaio statunitense incontra la moglie e il figlio di ritorno da una missione

Gli esseri umani sono intrinsecamente sociali e sono plasmati dalle loro esperienze con gli altri. Ci sono molte prospettive per capire questa motivazione intrinseca a interagire con gli altri.

### Bisogno di appartenenza
Secondo la gerarchia dei bisogni di Abraham Maslow, gli esseri umani hanno bisogno di provare amore e accettazione da parte dei gruppi sociali (famiglia, gruppi di pari). In realtà, la necessità di appartenere è così intrinsecamente radicata che potrebbe essere abbastanza forte da superare i bisogni fisiologici e di sicurezza, come l'attaccamento dei bambini ai genitori violenti o il rimanere coinvolti in relazioni sessuali improntate alla violenza. Tali esempi illustrano fino a che punto la spinta psicobiologica ad appartenere sia radicata.

### Scambio sociale
Un altro modo per apprezzare l'importanza delle relazioni è in termini di un quadro di ricompensa. Questa prospettiva suggerisce che gli individui si impegnano in relazioni gratificanti sia in termini tangibili che intangibili. Il concetto si inserisce in una più ampia teoria dello scambio sociale. Questa teoria si basa sull'idea che le relazioni si sviluppano come risultato dell'analisi costi-benefici. Gli individui cercano ricompense nelle interazioni con gli altri e sono disposti a pagare un costo per detti premi. Nel migliore dei casi, i premi supereranno i costi, producendo un guadagno netto. Questo può portare a confrontare costantemente le alternative per massimizzare i benefici e le ricompense, riducendo al minimo i costi... 

### Sé relazionale
Le relazioni sono anche importanti per la loro capacità di aiutare le persone a sviluppare un senso di sé. Il sé relazionale è la parte del concetto di sé di un individuo che consiste dei sentimenti e delle credenze che si hanno nei confronti di se stessi che si sviluppa sulla base delle interazioni con gli altri. In altre parole, le proprie emozioni e comportamenti sono modellati da relazioni precedenti. 
Pertanto, la teoria del sé relazionale postula che le relazioni precedenti ed esistenti influenzino le proprie emozioni e comportamenti nelle interazioni con nuovi individui, in particolare quegli individui che ci ricordano gli altri nella nostra vita. Gli studi hanno dimostrato che l'esposizione a qualcuno che assomiglia a un altro significativo attiva specifiche credenze, cambiando il modo in cui ci si pensa, in misura maggiore rispetto all'incontro con qualcuno che non assomiglia a un altro significativo.

## Tipologia

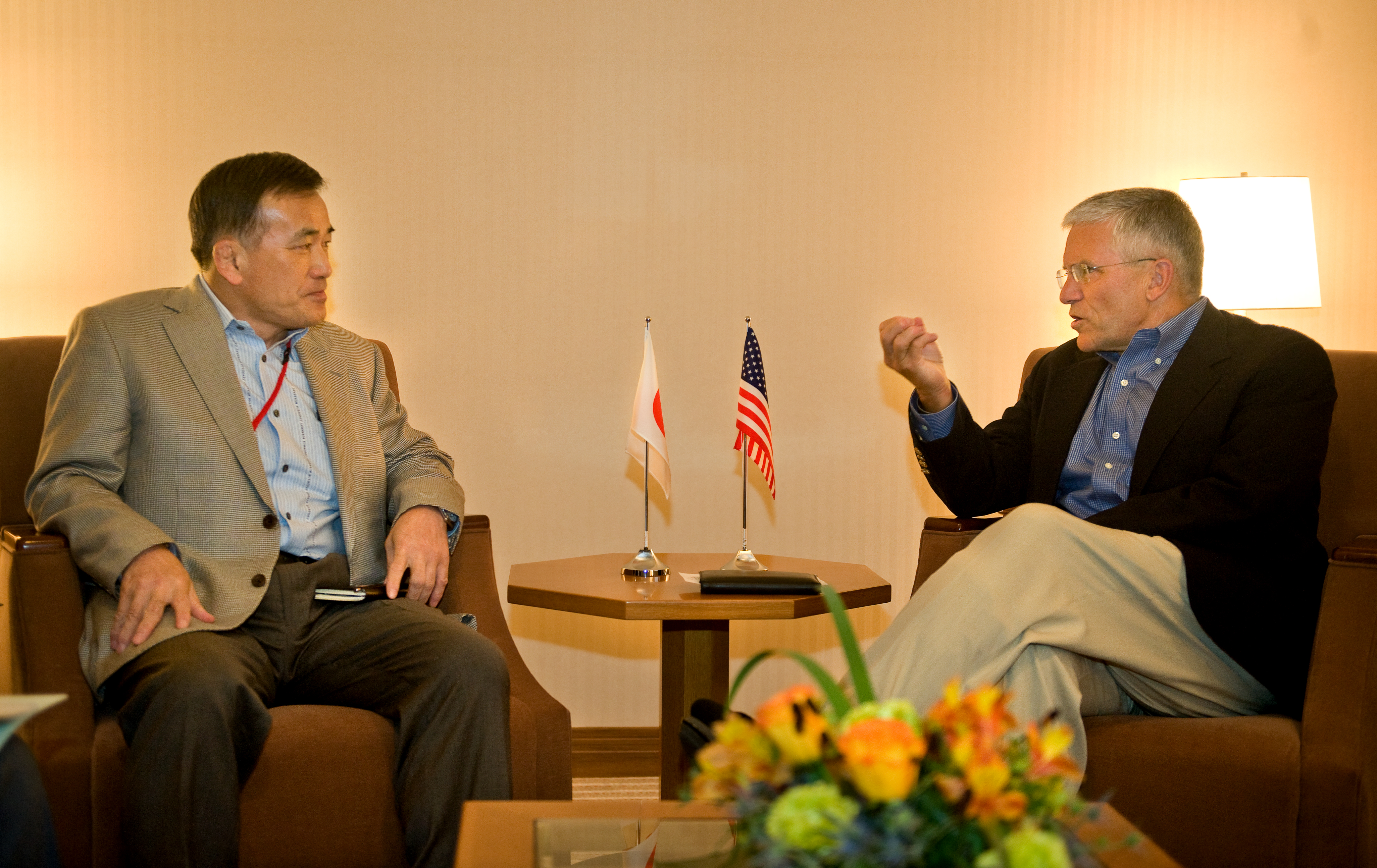
Relazione diplomatica tra George W. Casey Jr. e Yoshifumi Hibako, Tokyo, 2009.

### Amore romantico
Le relazioni romantiche sono state definite in innumerevoli modi, da scrittori, filosofi, scienziati e, in tempi moderni, consulenti di relazioni. Due famose definizioni di amore sono la teoria triangolare dell'amore di Sternberg e la teoria dell'amore di Fisher. Sternberg definisce l'amore in termini di intimità, passione e impegno, che afferma esistere a diversi livelli in diverse relazioni romantiche. Fisher definisce l'amore come composto da tre fasi: attrazione, amore romantico e attaccamento. Possono esistere relazioni romantiche tra due persone di qualsiasi genere, o tra un gruppo di persone (poliamore).
La singola definizione di una relazione romantica è la presenza dell'amore. L'amore è comunque altrettanto difficile da definire. Hazan e Shaver definiscono l'amore, basandosi sulla teoria dell'attaccamento, come comprendente la vicinanza, il supporto emotivo, l'autoesplorazione e l'angoscia di separazione quando ci si separa dall'amato. Altri componenti comunemente accettati per l'amore sono l'attrazione fisica, la somiglianza, la reciprocità, e l'autorivelazione.
Una relazione intima ma non romantica è conosciuta come relazione platonica.

### Relazione genitore-figlio
Le relazioni genitori-figli hanno sempre interessato le persone. Nell'antichità esse erano spesso segnate dalla paura, sia di ribellione che di abbandono, il che portava alla rigidità del ruolo filiale, ad esempio, nell'antica Roma o nell'antica Cina. Freud concepì il complesso edipico, la presunta ossessione dei bambini maschi per la loro madre, e la paura e la rivalità che li accompagnavano con il padre, e il complesso meno noto di Elettra, in cui la bambina sente l'angoscia di castrazione da parte della madre e quindi diventa ossessionata da suo padre. Le idee di Freud influenzarono il pensiero sulle relazioni genitori-figli per decenni. 
La teoria dell'attaccamento, sviluppata da John Bowlby, offrì una nuova prospettiva allo studio delle relazioni genitore-figlio. Gli stili di attaccamento sicuri sono collegati a migliori risultati sociali e accademici, maggiore interiorizzazione morale e minore delinquenza per i bambini, ed è stato scoperto che essi possono prevedere il successo successivo delle relazioni.
Per gran parte della fine del diciannovesimo fino al ventesimo secolo, la percezione dei rapporti tra genitori e adolescenti era quella di un momento di sconvolgimento. Stanley Hall rese popolare lo "Sturm und drang", o tempesta e stress, come modello dell'adolescenza. La ricerca psicologica, tuttavia, ha dipinto un'immagine molto più addomesticata. Anche se gli adolescenti sono più alla ricerca del rischio, e i giovani adulti hanno tassi di suicidio più elevati, sono in gran parte meno volatili e hanno relazioni molto migliori con i genitori di quanto suggerirebbe questo modello. 
L'adolescenza precoce segna spesso un declino nella qualità della relazione genitore-figlio, che poi si ristabilisce nel corso dell'adolescenza, e le relazioni a volte sono migliori nella tarda adolescenza che prima del suo esordio. Con l'età media del matrimonio in aumento e più giovani che frequentano l'università e vivono con i genitori oltre i loro anni dell'adolescenza, il concetto di un nuovo periodo chiamato età adulta emergente ha guadagnato popolarità. Questo è considerato un periodo di incertezza e sperimentazione tra l'adolescenza e l'età adulta. Durante questa fase, le relazioni interpersonali sono considerate più auto-focalizzate e le relazioni con i genitori possono essere ancora influenti
.

### Relazione tra fratelli
Le relazioni con i fratelli hanno profondi effetti sociali, psicologici, e emotivi. Sebbene la prossimità e il contatto di solito diminuiscano nel tempo, i legami tra fratelli continuano a influenzare le persone per tutta la vita. Le relazioni tra fratelli e sorelle sono influenzate dalle relazioni genitori-figli, in modo tale che le relazioni tra fratelli nell'infanzia spesso riflettano gli aspetti positivi o negativi delle relazioni dei bambini con i loro genitori
.

### Altri tipi di relazioni interpersonali
- Lotta[18]
- Amicizia
- Inimicizia
- Rapporti d'affari
- Rapporti di lavoro
- Rapporti di vicinato

### Relazioni sociali
L'antropologo Alan Fiske ha elaborato una Teoria sui modelli relazionali (Relational models theory RMT) basata su quattro tipi generali di strutture relazionali alle quali si possono fare risalire tutte le culture umane:
- condivisione dei beni comuni;
- gerarchia;
- comparazione ugualitaria;
- valutazione attraverso il mercato.

### Relazione di aiuto
La relazione di aiuto può essere considerata un tipo particolare di relazione interpersonale che viene fornita al singolo, alla coppia o alla famiglia, che richiedono un sostegno per affrontare determinate situazioni problematiche, circoscritte ad alcuni ambiti, come per esempio quello lavorativo o relazionale, ma che lasciano intatto il funzionamento generale della persona. Nello specifico, si definisce relazione di aiuto, l'incontro tra due persone, di cui una si trova in una condizione di sofferenza, confusione, conflitto, rispetto ad una determinata situazione che si trova a dover affrontare, e l'altra, invece, si trova in una condizione di abilità e competenza, rispetto alla situazione stessa. La persona che si trova nella condizione di difficoltà, si qualifica come colui che chiede l’aiuto, mentre la persona che si trova in una condizione di competenza è il professionista che esplica la sua professione. Se tra queste due persone si stabilisce un contatto, una relazione appunto, che sia effettivamente di aiuto, allora è probabile che la persona in difficoltà inizi un processo di maturazione e chiarificazione, che la porterà a gestire in modo più soddisfacente e funzionale la situazione da affrontare. Tra gli studiosi che hanno contribuito alla definizione della relazione di aiuto, vanno menzionati, sicuramente, Carl Rogers e Robert Carkhuff; il primo ideatore dell’approccio non direttivo, che sta alla base di una relazione di aiuto; il secondo autore di un modello operativo, all’interno del quale elabora una serie di fasi che caratterizzano il processo di aiuto. La relazione di aiuto diventa una relazione efficace quando raggiunge il suo obiettivo principale, che è quello di favorire un processo di consapevolezza, di crescita e maturazione della persona che chiede l'aiuto e quello di facilitare lo sviluppo di una maggiore autonomia della persona stessa, intesa come la capacità di prendere da sola decisioni razionali e positive, relativamente a problemi o difficoltà che la riguardano personalmente, e la conseguente capacità di assumersi la responsabilità delle proprie scelte. Il modello della relazione di aiuto può essere applicato in vari contesti, per esempio dai professionisti che operano nell’ambito socio-educativo, come per esempio gli insegnanti e gli educatori, oltre che da professionisti esperti del settore, come psicologi e psicoterapeuti; inoltre, ogni persona, anche nella vita di tutti i giorni, può trovarsi coinvolta in relazioni interpersonali che possono richiedere la gestione di una relazione di aiuto, seppur informale,  per esempio, nel rapporto con i figli, o con i colleghi o nei rapporti amicali.

## Fasi delle relazioni

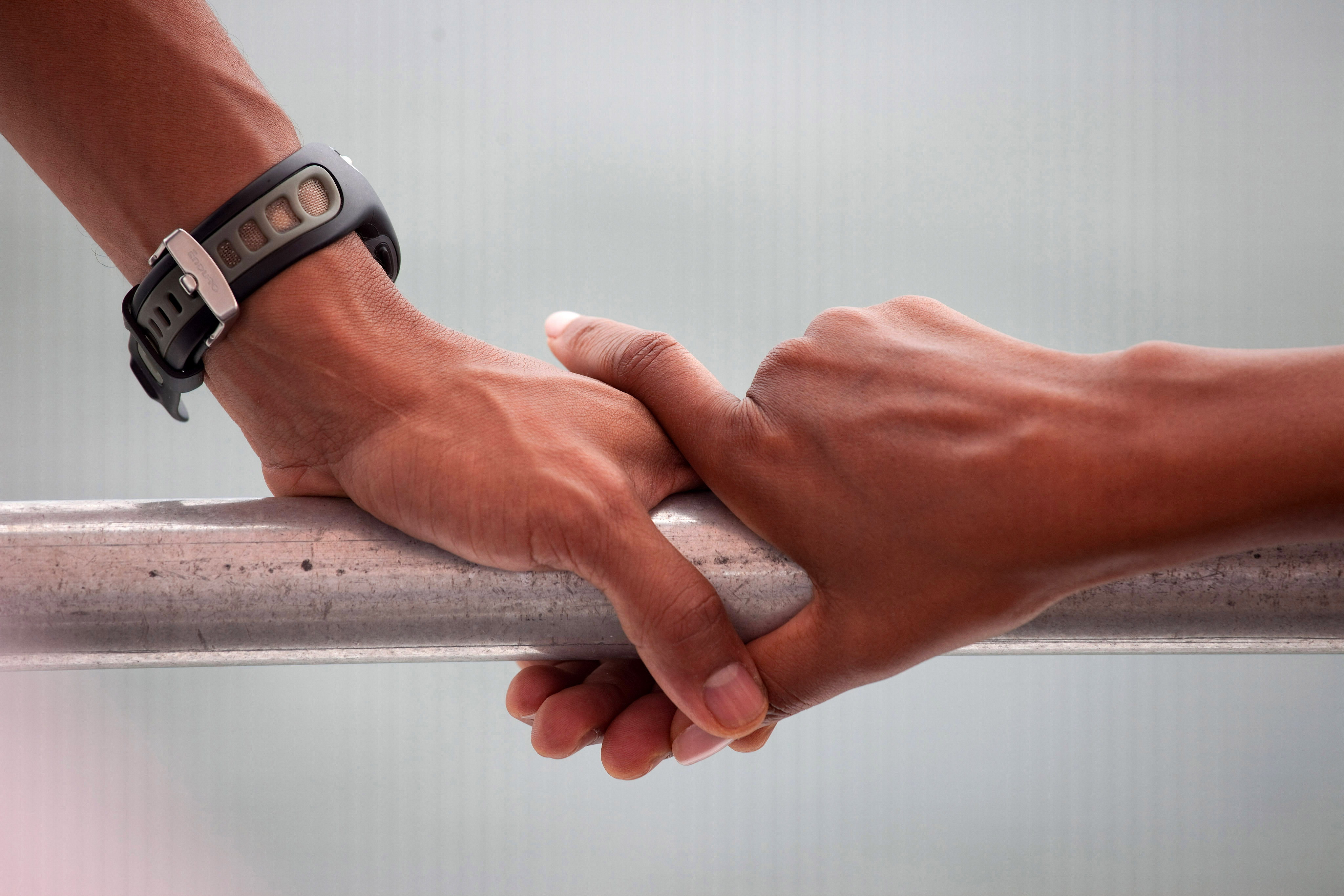
Mani di Michelle e Barack Obama, Panama Beach, Florida, 2010.

Le relazioni interpersonali sono sistemi dinamici che cambiano continuamente durante la loro esistenza. Come gli organismi viventi, le relazioni hanno un inizio, una durata e una fine. Tendono a crescere e a migliorare gradualmente, man mano che le persone si conoscono e diventano più vicine emotivamente, o gradualmente si deteriorano mentre le persone si allontanano, vanno avanti con le loro vite e formano nuove relazioni con gli altri. Uno dei modelli più influenti di sviluppo delle relazioni fu proposto dallo psicologo George Levinger. Questo modello è stato formulato per descrivere relazioni eterosessuali, romantiche e adulte, ma è stato applicato anche ad altri tipi di relazioni interpersonali. Secondo il modello, lo sviluppo naturale di una relazione segue cinque fasi:
- Conoscenza - La conoscenza dipende dalle relazioni precedenti, dalla prossimità fisica, dalle prime impressioni e da una varietà di altri fattori. Se due persone iniziano a piacersi, le interazioni continue possono portare allo stadio successivo, ma la conoscenza può continuare indefinitamente.
- Costruzione - Durante questa fase, le persone iniziano a fidarsi e prendersi cura l'una dell'altra. La necessità di intimità, compatibilità e la presenza di filtri come esperienze e obiettivi comuni influenzeranno il fatto che l'interazione continui o meno.
- Continuazione: questa fase segue un impegno reciproco verso un rapporto a lungo termine piuttosto forte e stretto, una relazione romantica o persino il matrimonio. In genere è un periodo lungo e relativamente stabile. Tuttavia, durante questo periodo si verificheranno crescita e sviluppo continui. La fiducia reciproca è importante per sostenere la relazione.
- Deterioramento - Non tutte le relazioni si deteriorano, ma solo quelle che tendono a mostrare segni di problemi. Possono insorgere noia, risentimento e insoddisfazione e gli individui possono comunicare di meno ed evitare l'auto-rivelazione. La perdita di fiducia e i tradimenti possono avvenire mentre la spirale discendente continua, terminando alla fine la relazione. (In alternativa, i partecipanti possono trovare un modo per risolvere i problemi e ristabilire la fiducia nell'altro.)
- Fine - La fase finale segna la fine della relazione, sia per rottura, morte, o per separazione spaziale per lungo tempo e recide tutti i legami esistenti di amicizia o amore romantico.

## Teorie e prospettive

### Psicologia positiva
Gli psicologi positivi usano il termine "relazioni fiorenti" per descrivere relazioni interpersonali che non sono semplicemente felici, ma sono invece caratterizzate da intimità, crescita e resilienza. Rapporti fiorenti permettono anche un equilibrio dinamico tra l'attenzione alle relazioni intime e l'attenzione su altre relazioni sociali. Mentre gli psicologi tradizionali specializzati in relazioni strette si sono concentrati sulla disfunzione della relazione, la prospettiva della psicologia positiva sostiene che la salute delle relazioni non è semplicemente l'assenza di disfunzione della relazione. Le relazioni sane sono fondate su un attaccamento sicuro e sono mantenute con amore e comportamenti di relazione positivi e propositivi. Inoltre, relazioni salutari possono essere fatte per "prosperare". Gli psicologi positivi stanno esplorando ciò che fa prosperare le relazioni esistenti e quali competenze possono essere insegnate ai partner per migliorare le loro relazioni personali esistenti e future. Un approccio delle abilità sociali presuppone che gli individui differiscano nel loro grado di abilità comunicativa, il che ha implicazioni per le loro relazioni. Le relazioni in cui i partner possiedono e mettono in atto le capacità comunicative rilevanti sono più soddisfacenti e stabili delle relazioni in cui i partner non dispongono di adeguate capacità di comunicazione.

### Teoria dell'attaccamento
Le relazioni sane sono costruite su fondamenta di attaccamenti sicuri. I modelli di attaccamento negli adulti rappresentano un insieme interno di aspettative e preferenze riguardo all'intimità delle relazioni che guidano il comportamento. L'attaccamento adulto sicuro, caratterizzato da un basso livello di evitamento e ansia legati all'attaccamento, ha numerosi vantaggi. Nel contesto di attaccamenti sicuri, le persone possono perseguire un funzionamento umano ottimale e prosperare. Questo perché gli atti sociali che rafforzano i sentimenti di attaccamento stimolano anche il rilascio di neurotrasmettitori come l'ossitocina e l'endorfina, che alleviano lo stress e creano sentimenti di contentezza. La teoria dell'attaccamento può quindi anche essere usata come mezzo per spiegare le relazioni degli adulti.
Gli stili di attaccamento sicuri sono caratterizzati da un basso evitamento dell'intimità e da una bassa ansia per l'abbandono. Gli individui sicuri sono a proprio agio con l'intimità e l'interdipendenza e sono generalmente ottimisti e socievoli nella vita di tutti i giorni. Gli individui legati in modo sicuro si avvalgono solitamente dei loro partner per la regolazione delle emozioni, quindi preferiscono avere i loro partner nelle immediate vicinanze. Le persone con uno stile di attaccamento preoccupato, tendono a evitare l'intimità e ad essere ansiose per l'abbandono. Tali persone sono normalmente inquiete e vigili nei confronti di qualsiasi minaccia alla relazione e tendono ad essere bisognose e gelose.
Gli individui con uno stile di attaccamento distanziante hanno scarsa ansia per l'abbandono e tendono a evitare l'intimità. Individui di questo tipo sono autosufficienti e disinteressati all'intimità; sono indipendenti e indifferenti verso l'acquisizione di partner romantici. Gli individui con attaccamento timoroso evitano l'intimità e hanno alti livelli di ansia per l'abbandono, il che significa che raramente si lasciano coinvolgere in una relazione, e se entrano in una, sono molto ansiosi di perdere il partner. Hanno molta paura del rifiuto, diffidano degli altri e tendono a essere sospettosi e timidi nella vita di tutti i giorni. Gli stili di attaccamento si creano durante l'infanzia, ma possono adattarsi ed evolversi per diventare uno stile di attaccamento diverso, basato su esperienze individuali. Una brutta rottura di una relazione o una brutta situazione romantica possono portare un attaccamento sicuro verso uno insicuro. Al contrario, una buona relazione romantica può portare una persona da uno stile di attaccamento evitante a uno stile di attaccamento sicuro.

### Confucianesimo
Il confucianesimo è uno studio e una teoria delle relazioni interpersonali, specialmente all'interno delle gerarchie. L'armonia sociale - l'obiettivo centrale del confucianesimo - risulta in parte da ogni individuo che conosce il proprio posto nell'ordine sociale, e fa bene la propria parte. I doveri particolari derivano dalla particolare situazione di ogni persona in relazione agli altri. L'individuo si trova contemporaneamente in diverse relazioni con persone diverse: da giovane in relazione a genitori e anziani, e da adulto in relazione a fratelli, studenti e altri minori. I giovani sono considerati nel confucianesimo per il dovere della loro reverenza agli anziani, e gli anziani hanno doveri di benevolenza e preoccupazione nei confronti dei giovani. Un accento sulla mutualità è prevalente nelle culture dell'Asia orientale.

### Mindfulness
La teoria della mindfulness delle relazioni mostra come la vicinanza nelle relazioni possa essere migliorata. Il minding è il "processo di conoscenza reciproca che coinvolge i pensieri, i sentimenti e i comportamenti continui e interconnessi delle persone in una relazione". Cinque componenti del "minding" includono:
- Conoscere e farsi conoscere: cercare di capire il partner
- Fare attribuzioni che migliorano la relazione per i comportamenti: dare il beneficio del dubbio
- Accettare e rispettare: empatia e abilità sociali
- Mantenimento della reciprocità: partecipazione attiva al miglioramento delle relazioni
- Continuità nella mente: persistenza nella mindfulness

## Soddisfazione
La teoria dello scambio sociale e il modello di investimento di Rusbult propongono che la soddisfazione della relazione si basa su tre fattori: premi, costi e livelli di confronto (Miller, 2012). I premi si riferiscono a qualsiasi aspetto del partner o della relazione che sia positivo. Viceversa, i costi sono gli aspetti negativi o spiacevoli del partner o della relazione. Il livello di confronto include invece ciò che ciascun partner si aspetta dalla relazione. Il livello di confronto è influenzato dalle relazioni passate e dalle aspettative generali di relazione che vengono insegnate da familiari e amici.
Secondo alcuni studi, gli individui impegnati nelle relazioni a lunga distanza, i LDR, valutano le loro relazioni come più soddisfacenti degli individui nella relazione prossimale, la PR. In alternativa, Holt and Stone (1988) ha scoperto che le coppie a distanza che erano in grado di incontrare il loro partner almeno una volta al mese avevano livelli di soddisfazione simili a coppie non sposate che convivevano. Inoltre, la soddisfazione della relazione era inferiore per i membri di LDR che vedono il loro partner meno frequentemente di una volta al mese. In un altro studio, le coppie LDR hanno riportato lo stesso livello di soddisfazione della relazione delle coppie nei PR, nonostante si vedano in media una volta ogni 23 giorni.
La teoria dello scambio sociale e il modello di investimento teorizzano entrambi che relazioni ad alto costo siano meno soddisfacenti delle relazioni a basso costo. I LDR hanno un livello di costi più elevato rispetto ai PR, pertanto, si potrebbe supporre che i LDR siano meno soddisfatti dei PR. A volte gli individui impegnati in LDR sono più soddisfatti delle loro relazioni rispetto agli individui in PR. Ciò può essere spiegato da aspetti unici dei LDR, da come gli individui usano i comportamenti di mantenimento delle relazioni e dagli stili di attaccamento degli individui nelle relazioni. Pertanto, i costi e i benefici della relazione sono soggettivi per l'individuo, e le persone in LDR tendono a riportare costi inferiori e maggiori ricompense nella loro relazione rispetto a PR.

## Relazioni conflittuali
Le relazioni interpersonali sono spesso conflittuali, ma non per questo gli individui rinunciano a prendervi parte. La lingua inglese ha coniato un neologismo, frenemy, portmanteau delle parole friend e enemy, per definire relazioni improntate allo stesso tempo all'amicizia e al conflitto. Il conflitto può includere rivalità, sfiducia o competizione. I frenemies che entrano in un conflitto di competizione spesso sentono il bisogno essere migliori dell'altro in alcuni o molti aspetti della vita, e in alcuni casi sentono il bisogno di evidenziare difetti negli altri. Nonostante le relazioni interpersonali conflittuali e ambivalenti siano comuni, è stato dimostrato che contribuiscono alle problematiche cardiovascolari legate allo stress e ai sintomi depressivi.

## Relazioni patologiche

### Abusanti
I rapporti abusanti implicano maltrattamenti o violenze da un individuo a un altro e comprendono abuso fisico, negligenza fisica, abuso sessuale e maltrattamento emotivo. Le relazioni abusive all'interno della famiglia sono diffuse e di solito coinvolgono donne o bambini come vittime. I comuni fattori individuali per gli abusatori includono bassa autostima, scarso controllo degli impulsi, locus of control esterno, uso di droghe, abuso di alcool e affettività negativa. Ci sono anche fattori esterni come stress, povertà e perdita che contribuiscono alla probabilità di abuso.

### Codipendenti
La codipendenza è una relazione disfunzionale con estrema dipendenza o preoccupazione per un'altra persona. La codipendenza è anche definita come dipendenza dal rapporto. Un individuo codipendente tende ad essere focalizzato sullo stato emotivo, sulle scelte comportamentali, sui pensieri e sulle convinzioni di un'altra persona. Spesso coloro che sono codipendenti si trascurano per prendersi cura degli altri e hanno difficoltà a sviluppare pienamente la loro identità da soli.

### Narcisistiche
L'attenzione dei narcisisti è focalizzata su se stessi e spesso si distanziano dalle relazioni intime; l'obiettivo delle relazioni interpersonali narcisistiche è di promuovere il proprio concetto di sé. Generalmente i narcisisti mostrano meno empatia nei rapporti e vedono l'amore in modo pragmatico o come un gioco che coinvolge le emozioni altrui.